# Jos van Emden
Jos van Emden (Schiedam, 18 febbraio 1985) è un ex ciclista su strada olandese, è stato professionista dal 2008 al 2023, specialista delle cronometro, è stato tre volte campione nazionale di specialità (nel 2010, 2019 e 2023) e ha vinto una tappa al Giro d'Italia.

## Palmarès

### Strada
- 2005 (Cycling Team Bert Story-Piels)

Westfriese Dorpenomloop
Meeùs Race
- 2006 (Rabobank Continental)

4ª tappa Tour de Normandie (Elbeuf > Flers)
1ª tappa Tour du Loir-et-Cher (Blois > Billy)
Prologo Grand Prix Tell (Lucerna > Lucerna, cronometro)
1ª tappa Grand Prix Tell (Sarnen > Sarnen)
1ª tappa Roserittet DNV GP (Sandefjord > Skien)
Classifica generale Roserittet DNV GP
2ª tappa Triptyque des Barrages (Froidchapelle > Froidchapelle, cronometro)
Classifica generale Triptyque des Barrages
- 2007 (Rabobank Continental Team, una vittoria)

Sparkassen Münsterland Giro
- 2008 (Rabobank)

7ª tappa Tour de Normandie (Bagnoles-de-l'Orne > Caen)
1ª tappa Rhône-Alpes Isère Tour (La Verpillière > Charvieu-Chavagneux)
5ª tappa Vuelta Ciclista a León (Onzonilla > León)
- 2010 (Rabobank, tre vittorie)

Prologo Delta Tour Zeeland (Hulst > Hulst, cronometro)
1ª tappa Ster Elektrotoer (Gemert > Gemert, cronometro)
Campionati olandesi, Prova a cronometro
- 2011 (Rabobank Cycling Team, una vittoria)

Prologo Delta Tour Zeeland (Vlissingen > Vlissingen, cronometro)
Stadsprijs Geraardsbergen
- 2013 (Belkin-Pro Cycling Team, una vittoria)

Sparkassen Münsterland Giro
- 2015 (Team Lotto NL-Jumbo, una vittoria)

4ª tappa Eneco Tour (Hoogerheide > Hoogerheide, cronometro)
- 2016 (Team Lotto NL-Jumbo, una vittoria)

1ª tappa Ster ZLM Toer (Goes > Goes, cronometro)
- 2017 (Team Lotto NL-Jumbo, due vittorie)

Dwars door West-Vlaanderen
21ª tappa Giro d'Italia (Monza > Milano, cronometro)
- 2019 (Team Jumbo-Visma, tre vittorie)

Prologo Ster ZLM Toer (Yerseke > Yerseke, cronometro)
Campionati olandesi, Prova a cronometro
Crono delle Nazioni
- 2023 (Jumbo-Visma, una vittoria)

Campionati olandesi, Prova a cronometro

### Altri successi
- 2007 (Rabobank Continental Team)

Prologo Tour Alsace (Sausheim > Sausheim, cronosquadre)
- 2010 (Rabobank)

Classifica giovani Delta Tour Zeeland
- 2018 (Team Lotto NL-Jumbo)

Valstar Wielerspektakel (con Bram Tankink)
5ª tappa Tour of Britain (Cockermouth > Whinlatter Pass, cronosquadre)
- 2019 (Team Jumbo-Visma)

1ª tappa UAE Tour (Al Hudayriat Island > Al Hudayriat Island, cronosquadre)
Campionati del mondo, Staffetta mista

## Piazzamenti

### Grandi Giri
- Giro d'Italia

2009: 166º
2010: 116º
2011: 159º
2014: 107º
2016: 120º
2017: 117º
2018: 99º
2019: 104º
2020: non partito (10ª tappa)
2021: ritirato (15ª tappa)
2022: 89º
- Tour de France

2015: 121º
2017: fuori tempo massimo (9ª tappa)
Vuelta a España
2016: non partito (17ª tappa)

### Classiche monumento
- Milano-Sanremo

2014: 84º
2016: 162º
2017: 22º
2018: 24º
2019: 39º
2021: 95º
2022: 158º
2023: 168º
- Giro delle Fiandre

2012: ritirato
2013: 97º
2014: 43º
2017: ritirato
2018: 56º
- Parigi-Roubaix

2010: 74º
2012: 74º
2013: 66º
2014: 18º
2017: 33º
2018: 82º
- Liegi-Bastogne-Liegi

2015: ritirato
2018: ritirato
2022: ritirato

### Competizioni mondiali
- Campionati del mondo

Salisburgo 2006 - Cronometro Under-23: 22º
Salisburgo 2006 - In linea Under-23: 7º
Stoccarda 2007 - Cronometro Under-23: 13º
Stoccarda 2007 - In linea Under-23: 34º
Geelong 2010 - Cronometro Elite: 36º
Geelong 2010 - In linea Elite: ritirato
Toscana 2013 - Cronosquadre: 12º
Richmond 2015 - Cronosquadre: 6º
Richmond 2015 - In linea Elite: ritirato
Doha 2016 - Cronosquadre: 5º
Doha 2016 - Cronometro Elite: 8º
Doha 2016 - In linea Elite: ritirato
Bergen 2017 - Cronosquadre: 7º
Bergen 2017 - In linea Elite: ritirato
Innsbruck 2018 - Cronosquadre: 13º
Innsbruck 2018 - Cronometro Elite: 19º
Yorkshire 2019 - Staffetta mista: vincitore
Yorkshire 2019 - Cronometro Elite: 21º
Yorkshire 2019 - In linea Elite: ritirato
Imola 2020 - In linea Elite: 21º
Fiandre 2021 - Cronometro Elite: 12º
Fiandre 2021 - Staffetta mista: 2º
Glasgow 2023 - Staffetta mista: 7º
Glasgow 2023 - Cronometro Elite: 36º

### Competizioni europee
- Campionati europei

Valkenburg-Heerlen 2006 - Cronometro Under-23: 8º
Valkenburg-Heerlen 2006 - In linea Under-23: ritirato
Herning 2017 - Cronometro Elite: 5º
Glasgow 2018 - Cronometro Elite: 8º
Alkmaar 2019 - Cronometro Elite: 8º
Trento 2021 - Staffetta mista: 3º
Trento 2021 - Cronometro Elite: 11º
Monaco di Baviera 2022 - In linea Elite: 92º
Monaco di Baviera 2022 - Cronometro Elite: 9º